# The Egg (Beirut)

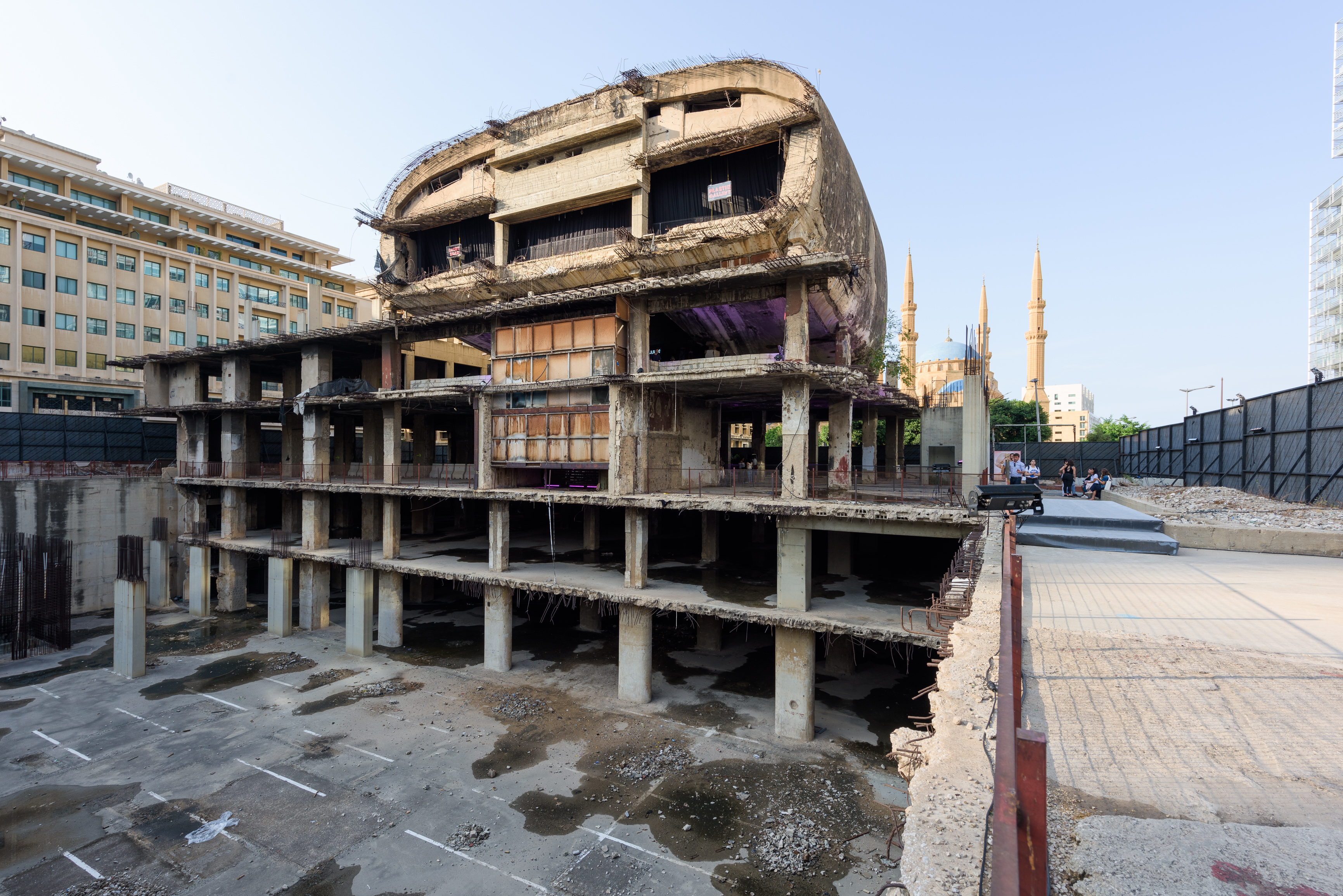
„The Egg“ (2018)

Als The Egg oder auch The Dome wird ein nicht fertig gestelltes Kino- und Bürogebäude in der Innenstadt von Beirut bezeichnet. Die Bauarbeiten für den von Joseph Philippe Karam entworfenen Komplex begannen 1965, wurden jedoch vom Libanesischen Bürgerkrieg unterbrochen, und nicht vollendet.

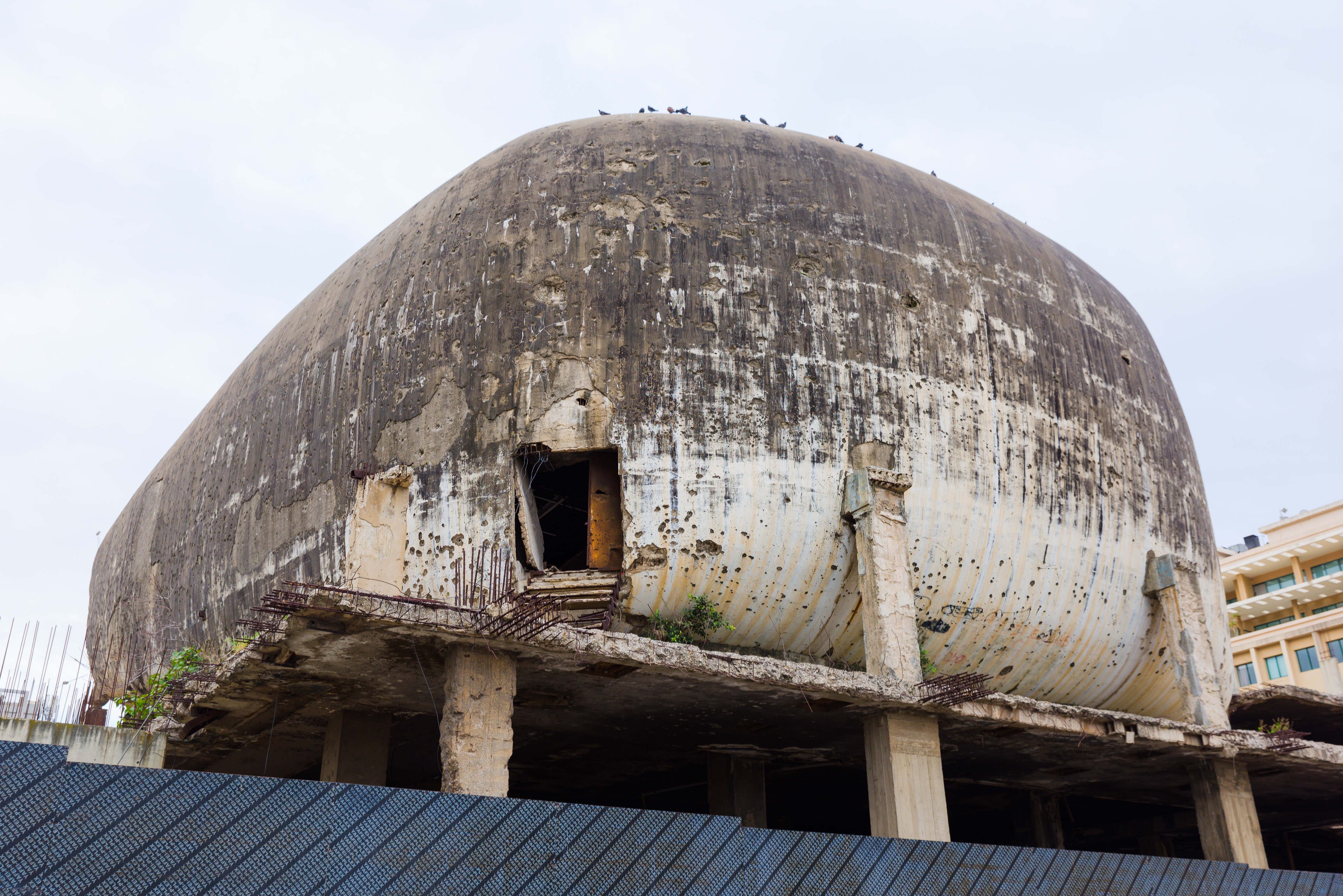
Die kugel- oder eiförmige Konstruktion des Aufführungssaals der zum Spitznamen „The Egg“ beitrug

## Geschichte
In den 1960er Jahren begann Joseph Philippe Karam mit den Planungen für einen Kino- und Bürokomplex am Beiruter Märtyrerplatz, das den Namen „Beirut City Center“ tragen sollte. Karam, einer der führenden libanesischen Architekten des Modernismus, entwarf auch zahlreiche weitere Gebäude zu der Zeit.
Der 1975 begonnene libanesische Bürgerkrieg unterbrach die Bauarbeiten. Zu dem Zeitpunkt waren bereits große Teile des Rohbaus, inklusive des Aufführungssaals sowie eines Büroturms, fertiggestellt. Im Zuge des Kriegs wurde der Büroturm zerstört und nur die Grundfesten, inklusive des Ei-förmigen Kinosaals, verblieben. Nach Ende des Bürgerkriegs 1990 gab es im Zuge des Neubaus der Beiruter Innenstadt immer wieder Debatten um den Abriss der Ruine, zahlreiche Initiative wehrten sich jedoch dagegen, verschiedene Umnutzungsideen wurden jedoch nie umgesetzt.
Im Rahmen der Proteste im Libanon 2019, die auch die Aufwertungs- und Gentrifizierungsprozesse in Beirut zum Ziel hatten, nutzen Protestierende die Ruine für Veranstaltungen, unter anderem Lesungen, Diskussionen, und Techno-Partys.